# Rhaebobates latifrons
Rhaebobates latifrons är en spindelart som beskrevs av Kulczynski 1911. Rhaebobates latifrons ingår i släktet Rhaebobates och familjen krabbspindlar. Inga underarter finns listade i Catalogue of Life.